# Мак-Крей (тауншип, Миннесота)
Мак-Крей (англ. McCrea) — тауншип в округе Маршалл, Миннесота, США. На 2000 год его население составило 250 человек.

## География
По данным Бюро переписи населения США площадь тауншипа составляет 116,5 км², из которых 116,5 км² занимает суша, водоёмов нет.

## Демография
По данным переписи населения 2000 года здесь находились 250 человек, 103 домохозяйства и 84 семьи.  Плотность населения —  2,1 чел./км².  На территории тауншипа расположено 106 построек со средней плотностью 0,9 построек на один квадратный километр. Расовый состав населения: 98,00 % белых и 2,00 % коренных американцев.
Из 103 домохозяйств в 23,3 % воспитывались дети до 18 лет, в 73,8 % проживали супружеские пары, в 2,9 % проживали незамужние женщины и в 18,4 % домохозяйств проживали несемейные люди. 17,5 % домохозяйств состояли из одного человека, при том 10,7 % из — одиноких пожилых людей старше 65 лет. Средний размер домохозяйства — 2,43, а семьи — 2,68 человека.
20,0 % населения младше 18 лет, 3,6 % в возрасте от 18 до 24 лет, 22,4 % от 25 до 44, 34,4 % от 45 до 64 и 19,6 % старше 65 лет. Средний возраст — 48 лет. На каждые 100 женщин приходилось 110,1 мужчин.  На каждые 100 женщин старше 18 приходилось 112,8 мужчин.
Средний годовой доход домохозяйства составлял 52 500 долларов, а средний годовой доход семьи —  55 750 долларов. Средний доход мужчин —  37 917  долларов, в то время как у женщин — 17 500. Доход на душу населения составил 23 676 долларов. За чертой бедности находились 1,1 % семей и 4,3 % всего населения тауншипа, из которых 6,7 % старше 65 лет.